# Нойперлах Центрум (станция метро)
«Нойперлах Центрум» (нем. Neuperlach Zentrum) — станция Мюнхенского метрополитена, расположенная на линии  между станциями «Квиддештрассе» и «Терезе-Гизе-Аллее». Станция находится в районе Рамерсдорф-Перлах (нем. Ramersdorf-Perlach).

## История
Открыта 18 октября 1980 года в составе участка «Шайдплац» — «Нойперлах Зюд». С момента открытия и до 29 мая 1999 года, станция обслуживалась линией U8, которая в 1988 году была переименована в . С 27 октября 1988 года станция обслуживается линией .

## Архитектура и оформление
Двухпролётная колонная станция мелкого заложения. Стены станции облицованы округленными бежевыми цементо-волокнистыми плитами. Колонны отделаны серебристым металлом, а не как обычно — кафелем. Лампы сгруппированы в отдельные квадратные ареалы над платформой. Станция имеет один выход, расположенный в центре платформы, который ведёт в подземный вестибюль. Примерно на высоте человеческого роста по всей путевой стене проходит красная полоса. В центре платформы расположен лифт.

## Таблица времени прохождения первого и последнего поезда через станцию

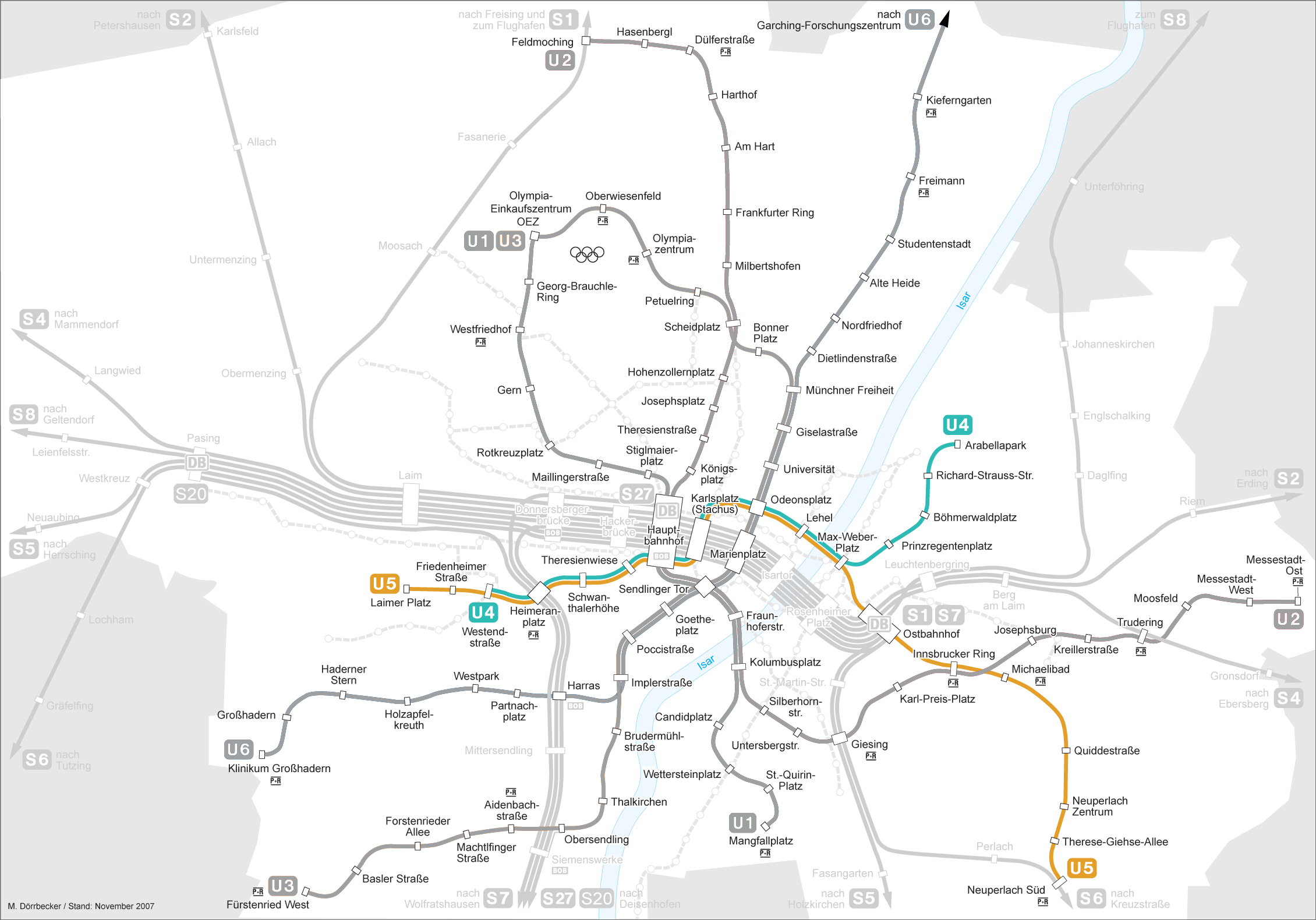
Сеть линий и мюнхенского метро

|                                       | Воскресенье — Четверг (ч:мм) | Пятница — Суббота (ч:мм) |
|                                       | первый                       |                          |
| последний                             |                              |                          |
| В сторону станции «Квиддештрассе»     | 4:15                         | 4:15                     |
| В сторону станции «Квиддештрассе»     | 0:57                         | 1:57                     |
| В сторону станции «Терезе-Гизе-Аллее» | 4:51                         | 4:51                     |
| В сторону станции «Терезе-Гизе-Аллее» | 1:34                         | 2:34                     |

## Пересадки
Проходят автобусы следующих линий: 55, 139, 192, 196, 197, 198 и 199.
| Предыдущая станция | Расстояние | Линия | Расстояние | Следующая станция |
| ------------------ | ---------- | ----- | ---------- | ----------------- |
| Квиддештрассе      | 778 м      |       | 764 м      | Терезе-Гизе-Аллее |